# Arctia else
Arctia else är en fjärilsart som beskrevs av Nissen. Arctia else ingår i släktet Arctia och familjen björnspinnare. Inga underarter finns listade i Catalogue of Life.